# فيرنر هوفمان (كاتب)
فيرنر هوفمان (بالألمانية: Werner Hofmann)‏ هو مؤرخ وكاتب نمساوي، ولد في 8 أغسطس 1928 في فيينا في النمسا، وتوفي في 13 مارس 2013 في هامبورغ في ألمانيا.

## وصلات خارجية
- فيرنر هوفمان على موقع مونزينجر (الألمانية)